# Rhynie (Aberdeenshire)
Rhynie, schottisch-gälisch: Roinnidh ist eine Ortschaft in der schottischen Council Area Aberdeenshire und Hauptort des gleichnamigen Parish. Sie liegt rund zwölf Kilometer südlich von Huntly und 45 Kilometer nordwestlich von Aberdeen. Die nächstgelegene Ortschaft ist das vier Kilometer nordöstlich gelegene Gartly. Direkt östlich passiert der Bogie Rhynie. Die Ortschaft verfügt über eine Grundschule.
Nach der Ortschaft ist der lokal vorkommende Hornstein Rhynie Chert benannt. Er gehört zu den bedeutendsten fossilführenden Gesteinen des Unteren Devon. Die fossile Pflanze Rhynia wurde in diesem Gestein gefunden und ebenfalls nach der Ortschaft benannt. Östlich von Rhynie liegt der Steinkreis von Ardlair.

## Verkehr
Rhynie liegt an der Einmündung der A941 (Lossiemouth–Rhynie) in die A97 (Banff–Dinnet) und ist somit über zwei Fernverkehrsstraßen an das Straßennetz angeschlossen. Einen eigenen Bahnhof besitzt die Ortschaft nicht.

## Geschichte
Die Besiedlung der Region kann bis in die Bronzezeit zurückverfolgt werden. So wurde am Water of Bogie ein 17 m durchmessender Cairn am Bell Knowe aufgefunden. Zwei Kilometer nordwestlich befindet sich das Hillfort Tap o’ Noth. In Rhynie wurden verschiedene piktische Symbolsteine gefunden. Darunter drei Steine nahe dem alten Pfarrhaus, zwei Steine nahe der Kirche sowie der Craw Stane. Sie sind jeweils als Scheduled Monuments denkmalgeschützt.

## Persönlichkeiten
- Adam Stephen (* 1718 in Rhynie; † 1791 in Martinsburg (West Virginia)), Arzt und Offizier, Gründer der Stadt Martinsburg